# Flags of the World

Bandera de Flags of the World.

Flags of the World (FOTW) (en español: Banderas del Mundo) es una asociación miembro de la Federación Internacional de Asociaciones Vexilológicas desde el 23 de julio de 2001. Nació como un sitio web dedicado a la vexilología, y sigue manteniendo esta publicación digital, con más de 63 000 páginas que incluyen más de 127 000 imágenes de banderas de todo el mundo (actualización de fecha de 21 de julio de 2017). Es considerado como el sitio más grande de su tipo en Internet.
Se publican en su sitio web las contribuciones enviadas a su lista de correo por los más de 1100 miembros de diferentes partes del mundo que se integran en la asociación. Existe un comité editorial de voluntarios que administra y edita el sitio, que es actualizado semanalmente. Sin embargo, debido a la gran cantidad de información que se maneja, mucha de esta información no se encuentra actualizada. La página permite la creación de diferentes mirrors, los cuales tardan incluso meses en actualizarse, por lo que pueden ser considerados como fuentes "históricas".

## Historia
FOTW fue creado por Giuseppe Bottasini, un ingeniero informático de Milán, alrededor de septiembre de 1993, como una lista distribuida mediante correo electrónico que era utilizada como grupo de discusión sobre temas de vexilología, y que contenía principalmente participantes de Italia, Estados Unidos y Australia. El sitio web fue creado a fines de 1994, siendo albergado inicialmente en el CESI (Centro Elettrotecnico Esperimentale Italiano) hasta que el creciente número de visitas forzó su traslado a otros hosts en Israel y Bélgica. Hacia octubre de 2000 el sitio excedía los 100 MB de tamaño.
En mayo de 2001 el host de la página en Bélgica cerró sus operaciones, por lo que el sitio se trasladó hacia distintos hosts en diez países. Hacia 2003, el sitio web contenía alrededor de 19 000 páginas y 34 000 banderas publicadas, con un tamaño total de la página alcanzando los 400 MB.

## Convenciones

Paleta de colores FOTW.

Las ilustraciones de banderas publicadas en FOTW tienen un formato gif de 216 píxeles de altura, y usan una convención de colores elegida de entre los 216 colores seguros del Modelo de color RGB. A esta convención se la denomina "paleta FOTW" y consta de 32 colores.